# Periphyllus hokkaidensis
Periphyllus hokkaidensis är en insektsart som beskrevs av Sorin 1990. Periphyllus hokkaidensis ingår i släktet Periphyllus och familjen långrörsbladlöss. Inga underarter finns listade i Catalogue of Life.